# Einleben (Band)
Einleben war eine Punkband aus Wassenberg und veröffentlichte ab 1994 sieben Tonträger bei Beri Beri Records, Blurr und Plastic Bomb.

## Geschichte
Erste Konzerte wurden mit der Deutschpunk-Band 1. Mai 87 organisiert. Die erste Single brachte Einleben selbst in Eigenregie heraus. Die Band hat vier Alben und mehrere Singles veröffentlicht. Das letzte Album heißt Soundtrack zum Sommer und ist 2002 erschienen.
Nachdem Einleben mit dem letzten Album auf Plastic Bomb größere Beachtung erweckte, verließ im Jahr 2004 der Sänger die Band. Die restlichen Bandmitglieder machten mit neuem Gesang als Hi Tereska weiter.

## Stil
Einleben machte intelligenten, deutschsprachigen Punkrock-Pop bis hin zu Emo. Sie wurde beeinflusst von EA80, Boxhamsters, Samiam und Jawbreaker.

## Diskografie

### Alben
- Bunt (1996), Vinyl bei Beri Beri Records
- Rauchzart (1999), Vinyl und CD bei Beri Beri Records und Blurr
- Soundtrack zum Sommer (2002), Vinyl und CD bei Plastic Bomb

### Singles und EPs
- Einleben 10" (1994), Vinyl (2002 auch auf CD)
- Die Strafe/Einleben Split Single (1998)
- Braying Boredom/Einleben Split Single (2000)

### Kollaborationen
- Die Strafe/Einleben Split 7-Zoll. Diese Single ist ein Cover von der EA80/Boxhamsters Split 7-Zoll
- Braying Boredom/Einleben Split 7-Zoll

### Kompilationsbeiträge
- „So fucking what?“ ox-compilation #25 (1996)
- „Squeal of Blurr #2“ Blurr Records (1999)
- „glam, glitter & gore“ ox-compilation #35 (1999)
- „Das sagst Du so in Deinem jugendlichen Leichtsinn.“ Tummetott Kompilation (1999)
- „Die Hölle das sind die anderen.“ Soli-Compilation für die Inhaftierten des G8-Gipfels in Genua (2002)
- „OX-Compilation #47“ (2002)